# Herr, gehe nicht ins Gericht (BWV 105)

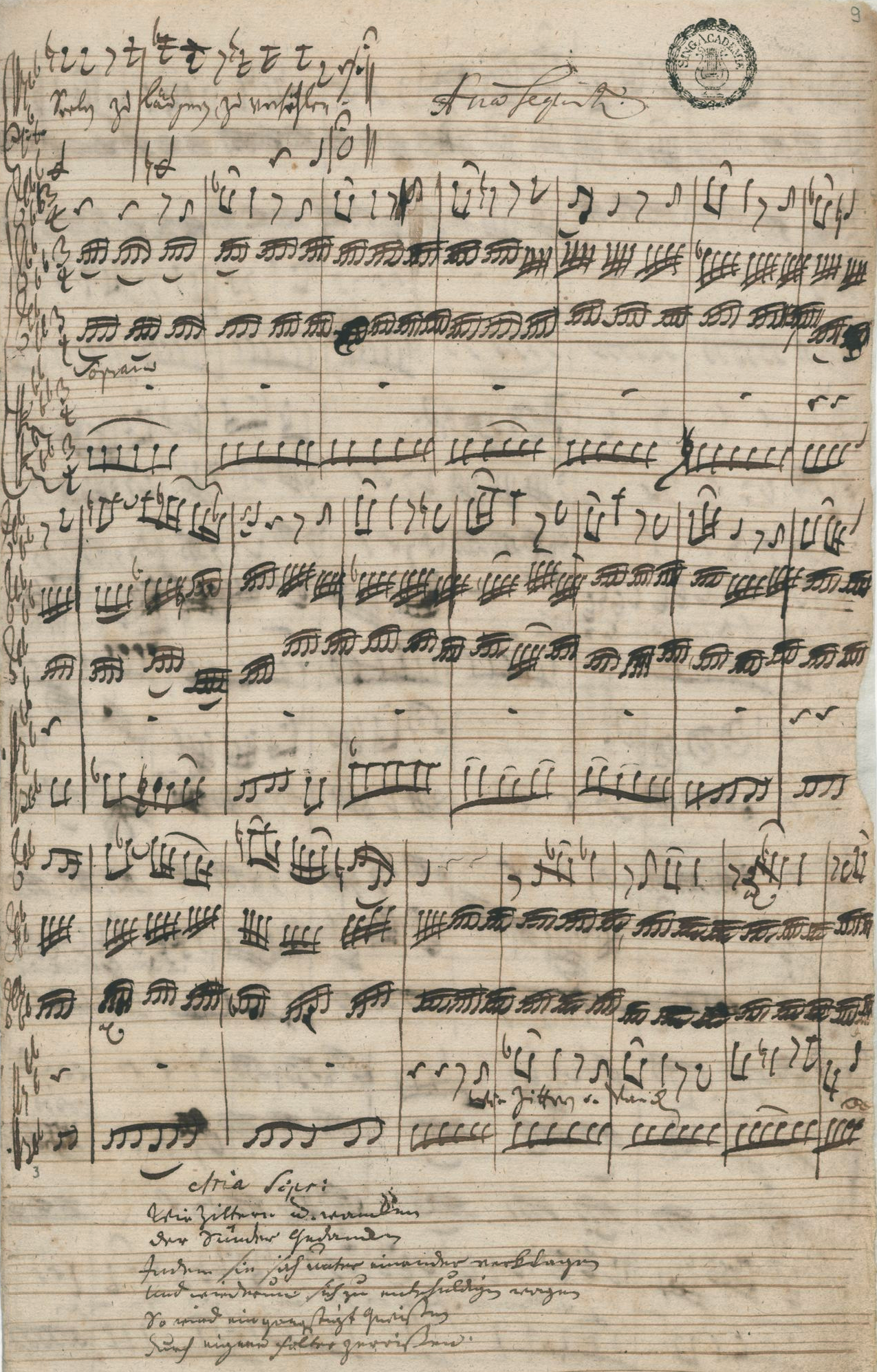
Автографический манускрипт арии сопрано кантаты

Herr, gehe nicht ins Gericht mit deinem Knecht (Господи, не суди раба твоего, BWV 105) — кантата Иоганна Себастьяна Баха лейпцигского периода композитора. Написана в девятое воскресенье после Дня Святой Троицы. Впервые исполнена 25 июля 1723 года.

## История создания кантаты
Композитор написал кантату в первый год своего пребывания в Лейпциге. Лейтмотивом кантаты является евангельское мироощущение: человечество не может избежать суда Божия, поэтому оно должно отречься от сомнительных земных удовольствий и неправедного богатства, от служения Мамоне, находя утешение в любви к Иисусу Христу.

## Характеристика
Кантата начинается с мрачной оркестровой прелюдии, скорбных мотивов скрипки и гобоя. Подобную систему Бах использовал и в других своих кантатах, например, чтобы описать распятие Христа. Вторая часть кантаты, альтовый речитатив, выражает тревогу и беспокойное отчаяние грешника. Затем, с партией сопрано, в кантате начинает сквозить чувство надежды, которое крепнет ко времени вступления басового речитатива. В заключительном хоровом исполнении тремоло с каждой строфой уменьшается в темпе, успокаивает слушателя, подразумевая примирение с Творцом. Музыковед Альфред Дюр назвал кантату одним из «самых возвышенных описаний души в стиле барокко и в христианском искусстве в целом».